# Tsar Bomba

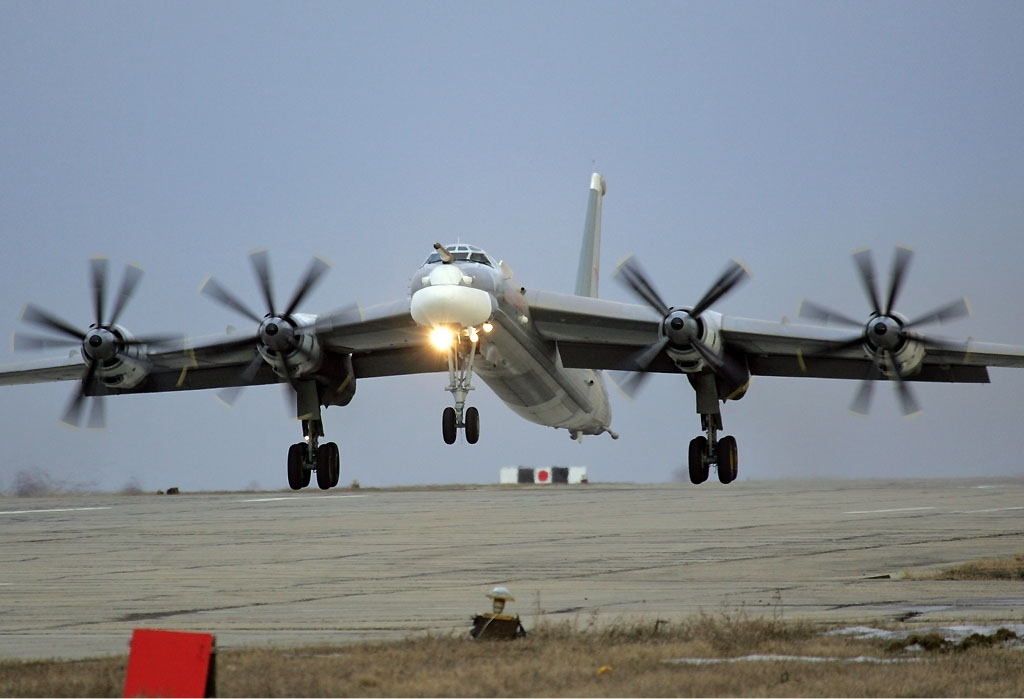
Un Tupolev Tu-95 au décollage.

La Tsar Bomba (en russe : Царь-бомба), ou RDS-202 (en russe : РДС-202) ou encore « Objet 602 » (en russe : изделие 602), est une bombe à hydrogène conçue par l’industrie nucléaire de l'Union soviétique, qui explose le 30 octobre 1961.
Par ses 57 mégatonnes de TNT, elle est l'arme de destruction massive la plus puissante jamais utilisée. Elle est larguée à environ 13 km d'altitude et explose 3,5 km au-dessus du « site C » de l'archipel de la Nouvelle-Zemble dans l'Arctique russe, alors soviétique. Elle est emportée par un bombardier Tupolev Tu-95 modifié, rendu étanche, débarrassé d'une partie de ses réservoirs, recouvert d'une peinture blanche réfléchissante pour limiter l'effet des rayonnements provoqués par la bombe et pourvu d’une ouverture ventrale pour pouvoir transporter la bombe partiellement à l’extérieur, du fait de sa taille. L'appareil est piloté par Andreï Dournovtsev. Cette explosion met fin à une interruption de deux années d'essais nucléaires atmosphériques « à la suite d'un accord tacite avec les États-Unis et la Grande-Bretagne » et représente l'apogée de la course aux armements nucléaires qui, avec la crise des missiles de Cuba, aboutit à la « Détente ».

## Description
Le développement d'une bombe à hydrogène dotée d'une telle énergie par les Soviétiques prend source dans l'avancée américaine dans ce domaine, Castle Bravo, plus puissante bombe américaine conçue, ayant explosé en 1954.
La Tsar Bomba était une bombe H conçue à l'origine comme une bombe à trois étages, dite « FFF » (fission-fusion-fission), mais fut finalement réduite en une bombe de type fission-fusion. D’une énergie d’environ 57 mégatonnes, elle est à ce jour la bombe la plus énergétique à avoir explosé.
Elle fut conçue à l’Institut panrusse de recherche scientifique en physique expérimentale par une équipe de physiciens comprenant notamment Andreï Sakharov. Elle avait une masse de 27 tonnes, une longueur de huit mètres et un diamètre de deux mètres. L'engin fut réalisé afin de servir de base à des bombes de 100 Mt (soit 100 millions de tonnes de TNT, selon le souhait de Nikita Khrouchtchev qui déclarait déjà, dans ses discours, que l’URSS disposait d’une telle bombe).

Comparaison des rayons de la boule de feu de quelques armes nucléaires. Les effets de souffle s'étendent bien au-delà de la boule de feu.

Le troisième étage en uranium, destiné à produire l'énergie additionnelle pour atteindre la puissance de 100 Mt, ne fut pas utilisé pour le test, mais remplacé par du plomb inerte, afin de limiter son énergie à 50 Mt et, selon le souhait d'Andreï Sakharov, de réduire les effets des retombées radioactives. L'explosion de la bombe FFF (au maximum de sa puissance) aurait engendré une augmentation de 25 % des retombées radioactives mondiales depuis l’invention de la bombe nucléaire, aurait sans aucun doute provoqué une catastrophe écologique immense et causé des dégâts sur des centaines de kilomètres à la ronde. L’engin expérimental tirait son énergie à 97 % de la fusion thermonucléaire, ce qui indiquerait que la structure de la bombe (de son étage primaire, une bombe à fission dopée, ou une « petite » bombe H) incorporait un feuillet d'éléments fission-fusion-fission, d'une énergie totale de fission de 1,7 Mt ou un flux énergétique de cinq yottawatts.

## Effets de l’explosion

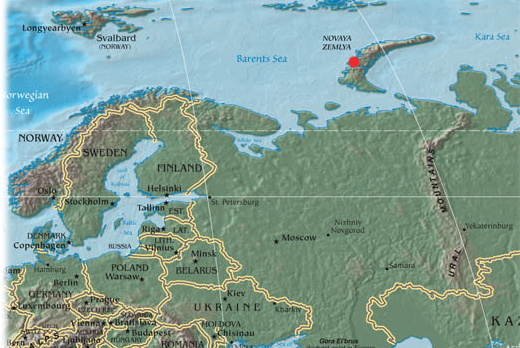
Localisation de l’explosion par rapport à la Russie actuelle.

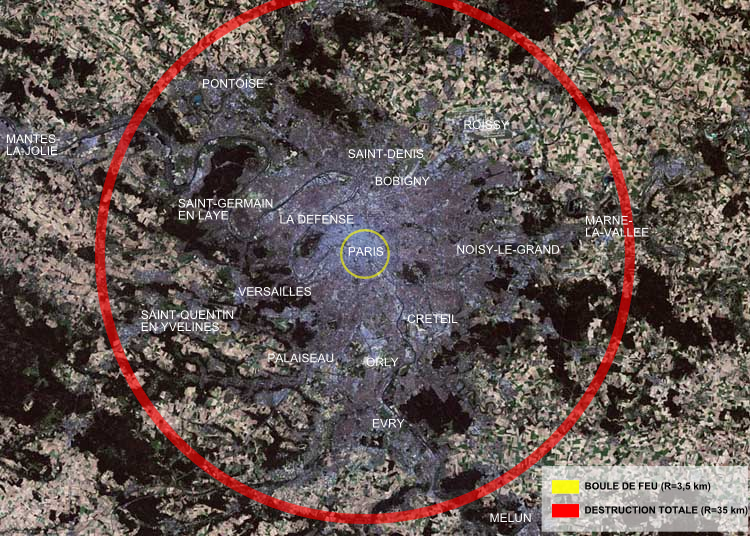
Effet supposé de la bombe sur la région parisienne : le cercle rouge (rayon de 35 km) correspond à la zone de destruction complète.

Larguée à environ 13 000 m d'altitude, la bombe chuta sur plus de 8 000 m avant d'exploser à 11 h 32 (heure de Moscou), le 30 octobre 1961, à une hauteur de 3 500 m au-dessus de la cible et 4 200 m d'altitude, dans l’archipel de la Nouvelle-Zemble (océan Arctique). La bombe était équipée d’un système de parachutes afin de permettre au bombardier de s’éloigner à une distance de sécurité de la zone d’explosion. L’éclair de l’explosion fut visible à plus de 1 000 km du point d’impact et le champignon atomique en résultant parvint à une altitude de 64 km pour un diamètre de 30 à 40 km[réf. nécessaire]. Les pilotes rapportèrent que l'avion chuta d'un kilomètre au moment de l'explosion.
Au point zéro, tout était effacé, le sol fut nivelé et faisait penser à une « patinoire »[réf. nécessaire]. Des maisons de bois furent détruites à des centaines de kilomètres, d’autres perdirent leur toit. La chaleur fut ressentie à 300 km. La Tsar Bomba pouvait infliger des brûlures au troisième degré à plus de 100 km de distance, alors que la zone de destruction complète se situait dans un rayon de 30 km, et la zone de dommages importants à un rayon de 40 km.
La puissance de l’explosion fut estimée à 57 Mt par les États-Unis. Plus tard, les scientifiques russes annoncèrent une énergie de 50 Mt. Par comparaison, la bombe Little Boy, larguée sur Hiroshima, avait une énergie de 13 à 16 kt (0,013 à 0,016 Mt), soit 3 125 fois moins (estimation basse). Les Soviétiques auraient limité l'énergie, prévue initialement à 100 Mt, afin, selon les mots de Khrouchtchev, « de ne pas briser tous les miroirs de Moscou »[réf. nécessaire]. La perturbation atmosphérique produite par l'explosion fit trois fois le tour de la Terre.
Actuellement[Quand ?], la bombe nucléaire la plus énergétique en service connue est une ogive de 18 à 25 Mt montée sur les ICBM soviétiques puis russes SS-18 (Code OTAN : Satan). Une bombe américaine de 25 Mt, la B41, fut retirée du service en 1976.
L’essai américain le plus énergétique en comparaison est un tir de 15 Mt, du nom de code Castle Bravo. D'une énergie initialement prévue de 5 Mt, elle causa un grave accident radiologique, ce à quoi échappa la Tsar, dont les retombées radioactives furent dispersées sur une plus grande surface à cause de forts vents dans la haute atmosphère. Ses retombées s'ajoutèrent néanmoins à celles de 90 autres essais nucléaires soviétiques et aux retombées d'autres essais faits par d'autres pays, dans l'air, au sol ou dans l'eau.
L'énergie destructrice de la Tsar Bomba représente l'équivalent de vingt-trois fois la puissance libérée par l'ensemble des explosifs largués sur l'Allemagne durant la Seconde Guerre mondiale, ou encore de quatre mille bombes atomiques du type de celle lancée sur Hiroshima (estimation moyenne).

## Histoire du nom
Le surnom de « Tsar Bomba » fut donné par les Américains, en comparaison avec la Tsar Kolokol, une cloche gigantesque, et avec le Tsar Pouchka, qui reste un des plus grands canons au monde. Les Soviétiques, qui avaient renversé le gouvernement des tsars, utilisèrent le surnom « Ivan » durant la phase de développement de la bombe, non pas en référence à Ivan le Terrible, mais par souci de discrétion en donnant le nom le plus banal qui soit, comme les bombes américaines auxquelles on attribua les noms de : « Little Boy » et « Fat Man ».
L'expression « Tsar Bomba » comporte une certaine ambiguïté. Les traductions exactes de « Bombe du Tsar », « Bombe reine » et « Reine des bombes » seraient respectivement « Бомба царя », « Царица бомба » et « Царица бомб ». Le mot « bomba » (« бомба ») est féminin et appelle un autre féminin (« tsaritsa »/« царица » et non « tsar »/« царь »), mais c'est un calque évident du Tsar Kolokol ou du Tsar Pouchka qui ne pose aucun problème linguistique aux Russes eux-mêmes[réf. nécessaire].

## Devenir de la région située sous l'explosion
De juillet 1954 à 1990, année de la dernière expérience, 224 explosions, dont 91 dans l'atmosphère, ont eu lieu dans ou au-dessus de l'archipel montagneux de Nouvelle-Zemble (environ 90 000 km2), principalement sur trois sites, dits A, B et C (la Tsar Bomba a été larguée au-dessus du site C, Soukhoï Nos, utilisé de 1957 à 1962). Il a été estimé que le total de l'énergie ainsi libérée équivaudrait à environ le centuple de toutes les explosions de la Seconde Guerre mondiale (dont les bombes atomiques) et « près de 55 % de l'énergie dégagée par la totalité des essais atmosphériques mondiaux (440 Mt) » selon un rapport du Sénat et de l’Assemblée nationale français.
Après avoir ratifié et appliqué l'interdiction des essais nucléaires dans l'atmosphère, la mer et le sol, le gouvernement soviétique utilisait ce « polygone de tir » (aujourd'hui partiellement désaffecté) pour l'entreposage de déchets nucléaires radioactifs (l'archipel abrite plusieurs sites d'immersion de conteneurs de déchets (réacteurs de sous-marins nucléaires, combustible nucléaire de brise-glace notamment). Il a été estimé que « plus de 11 000 conteneurs de déchets radioactifs et une vingtaine de réacteurs y ont été enterrés ou immergés au large des côtes, parfois par moins de 40 mètres de fond ». Une base aérienne a aussi été installée sur le territoire du village de Rogatchevo (sud-ouest de l'île Sud).
En mai 2002, le Minatom a dit vouloir créer un nouveau lieu d’enfouissement dès 2005 entre les mers de Barents et de Kara (pour un coût d'environ 80 millions de dollars), ce qui a suscité de nouvelles inquiétudes notamment parce que peu avant (en juin 2001) la Douma avait voté plusieurs amendements à la loi sur la protection de l'environnement, visant à autoriser la Russie à importer des déchets nucléaires étrangers pour les stocker ou les retraiter.